# Patricia Wartusch
Patricia Wartusch (Innsbruck, 5 de agosto de 1978) é uma ex-tenista profissional austríaca.